# Cratere Hull
Hull è un cratere sulla superficie di Venere. È intitolato alla corrispondente di guerra statunitense Peggy Hull.